# Kembé
Kembé est une ville située au sud-est de la République centrafricaine, chef-lieu de sous-préfecture de la préfecture de Basse-Kotto.

## Géographie
La ville est traversée par la route nationale RN2, à 618 km à l'Est de Bangui, elle est située sur la rive droite de la rivière Kotto. La commune s'étend au sud-est de la préfecture de Basse-Kotto.
| Guiligui | Siriki |                |
| Bakou    | Kembé  | Gambo          |
| Mbélima  | Mboui  | Kotto-Oubangui |

## Histoire
En 1930, la société cotonnière Kotto installe une usine d'égrenage, cette société devient plus tard la Cotonbangui. En 1937, Kembé devient un chef-lieu de subdivision du département de la Basse-Kotto, elle remplace la subdivision de Foroumbala établie depuis 1908. Le 23 janvier 1961, la République centrafricaine indépendante instaure Kembé en sous-préfecture de la préfecture de Basse-Kotto.

## Quartiers et Villages
La commune compte 25 quartiers en zone urbaine recensés en 2003 : Aboukari, Anciens-Combattants, Arabe, Baguirmi, Batangangou, Cafbangui, Domolomo, Ganambi, Langba, Ma’Ons, Mbangui, Ndoumbala, Ngabe, Ngbadja, Ngbayou, Ngbeda, Ngbougou, Nguele, Nguendere, Rounga, Volamon, Wele, Yapende, Zaolo, Zo Kwe Zo.
En zone rurale, la commune s’étend sur 44 villages : Beguere, Be-Ndjoni, Bidangou, Doungouare, Foulata, Garako, Gbagba, Gbalakadja, Goula, Kedja, Koudoukou, Ligui, Lihou-Kembe, Mboutou 1, Mboutou 2, Mboutou 3, Mene, Ndakiti, Ngalia, Ngama, Ngbema 1, Ngbema 2, Ngboda, Ngboda 2, Ngoukiri, Ngouli, Ngounda 2, Nguele, Nguenze, Ouazika, Pandik Gbo, Pandikpo, Ronga 2, Rongaa, Rowo, Sago, Samia, Sara, Sawa, Siriki 1, Siriki 2, Tayanda, Vounda, Yalaga.

## Société
La ville est le siège de la paroisse catholique du Cœur Immaculé de Marie de Kembé depuis 1957, elle dépend du diocèse d'Alindao.

## Éducation
La commune compte 9 écoles : mixte centre 2, centre fille, mixte centre et Koropo à Kembé, mixte (A/B) de Dimbi, Makombo de Ndikassi , Ngangou, Ndakiti, Mbingo.
L'enseignement secondaire est assuré au lycée scientifique Cécile Digo de Kembé et le lycée moderne.

## Économie
La ville abrite la ferme Bata Ngi Ndu, un complexe agricole industriel appartenant au général André Kolingba, président de la République Centrafricaine de 1981 à 1993[réf. nécessaire].

## Politique
La Sous-préfecture de Kembé constitue une circonscription électorale législative depuis 1993.
| Date d'élection | Identité           | Parti |
| --------------- | ------------------ | ----- |
| 1993            | Camille Koussolo   | RDC   |
| 1998            | Désiré Kolingba    | RDC   |
| 2005            | André Ndjogo       | RDC   |
| 2011            | Ghislain Gaël Yago | KNK   |
| 2016            | Ghislain Gaël Yago | UNDP  |